# 山田年秋
山田 年秋（やまだ としあき、1937年12月16日 - ）は、日本の作曲家・編曲家。岐阜県大垣市出身。

## 主な作品

### 作曲
- 春日八郎
  - 『東京・裏町・かもめ唄』
  - 『ふたり道』
- 天童よしみ
  - 『道頓堀人情』
  - 『股旅』
  - 『倖せ番外地』
- 三橋美智也
  - 『名将伊達政宗』

### 編曲
- 石川さゆり
  - 『夫婦善哉』
  - 『うたかた』
  - 『合縁坂』
- 市川由紀乃
  - 『幸福日和』
  - 『おんなの純情』
- 春日八郎
  - 『比叡の女 / 一年ぶりに / 嫁ぐ娘に / ふるさと便り』
  - 『港宿 / 男心の0番地 / 海の蝶 / 倖せになるんだぜ / おんな見聞録』
- 北見恭子
  - 『女のとまり木』
- 原田悠里
  - 『春しぐれ』
- 細川たかし
  - 『佐渡の恋唄』
- 若原一郎
  - 『アカシヤ列車』